# Watts (Los Angeles)

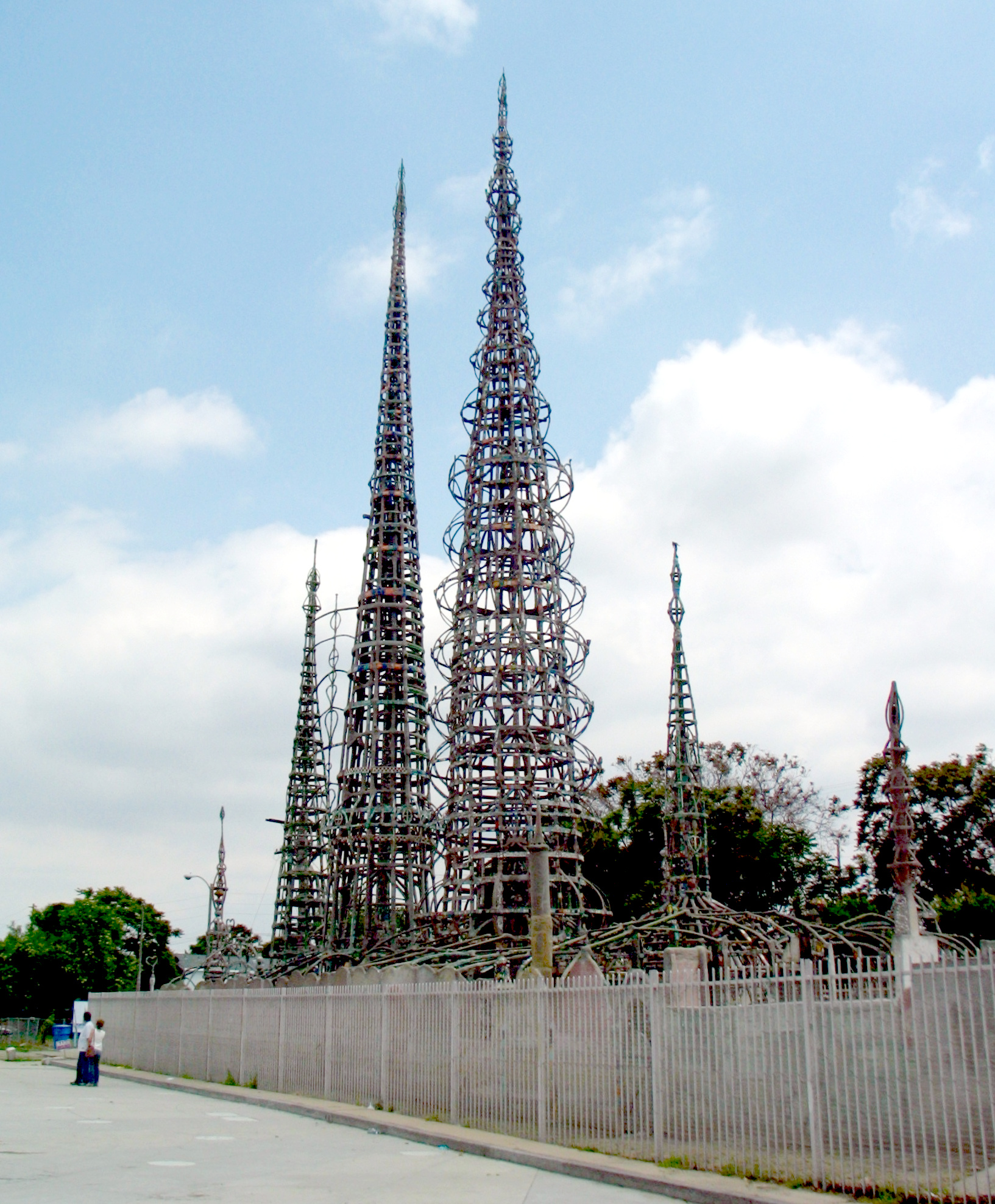
Die Watts Towers

Watts ist ein Wohnbezirk im südlichen Los Angeles und ein Teil von South Los Angeles. In Watts leben 34.830 Einwohner auf einer Fläche von 5,2 km².

## Geschichte
Die 1907 gegründete Stadt wurde 1926 in Los Angeles eingemeindet. Zu jener Zeit war die Bevölkerung in Watts überwiegend weiß. Das änderte sich in den 1940er und 1950er Jahren, als tausende Schwarze aus den Südstaaten der USA, wie Louisiana, Alabama und Texas nach Kalifornien zogen. Für diese errichtete die Stadtverwaltung von Los Angeles mehrere größere Sozialsiedlungen, darunter auch in Watts. International bekannt wurde der Bezirk 1965, als von dort der Watts-Aufruhr ausging. Die Situation der Afroamerikaner in Watts wurde als exemplarisch für alle Schwarzen in den USA betrachtet, weshalb auch das Festival Wattstax 1972 bewusst in das dort befindliche Los Angeles Memorial Coliseum gelegt wurde. In den 1970er Jahren änderte sich die demographische Zusammensetzung der Bevölkerung durch den Zuzug von Einwohnern aus Mexiko und anderen lateinamerikanischen Staaten erneut. Dies zeigte sich auch bei den Unruhen in Los Angeles 1992, bei denen es zu Straßenschlachten zwischen schwarzen und lateinamerikanischen Bewohnern kam. 
Watts zählt zu den Vierteln mit der höchsten Kriminalitätsrate in der City of Los Angeles. Es wird im Allgemeinen geraten, die Gegend nach Einbruch der Dunkelheit nicht mehr aufzusuchen.

## Verkehr
Der Stadtteil ist über die Blue Line und die Green Line an das Stadtbahnnetz der Metro Los Angeles angeschlossen. An der Station Willowbrook/Rosa Parks gibt es einen Knotenpunkt beider Linien. Darüber hinaus verkehren die Busse der LACMTA (Los Angeles County Metropolitan Transit Association).

## Sehenswürdigkeiten, Trivia
Eine Sehenswürdigkeit des Bezirks sind die von dem italienischen Immigranten Simon Rodia zwischen 1921 und 1954 errichteten Watts Towers. 1993 wurde der Film Menace II Society größtenteils in Watts gedreht, der die Kriminalität in Watts zum Inhalt hat.